# 塚原剛彦
塚原 剛彦（つかはら たけひこ、1975年5月23日 - ）は、日本の工学者。東京工業大学科学技術創成研究院先導原子力研究所准教授。広島県出身。

## 主な略歴
- 1998年 東京理科大学理工学部 物理学科卒業
- 2000年 東京工業大学理工学研究科原子核工学専攻修士課程修了
- 2003年 東京工業大学理工学研究科原子核工学専攻博士課程修了
- 2003年 独立行政法人科学技術振興機構CREST研究員（ - 2004年）
- 2005年 東京大学大学院工学系研究科応用化学専攻助手（ - 2007年）
- 2007年 東京大学大学院工学系研究科応用化学専攻助教（ - 2008年）
- 2008年 東京工業大学原子炉工学研究所助教(2008-)

## 主な所属学会
- 日本化学会
- 日本核磁気共鳴学会
- 日本分析化学会
- 化学とマイクロ・ナノシステム研究会など

## 主な受賞
- 2004年 ISMM2004 Best Poster Award
- 2006年 優秀講演賞(日本化学会第86春季年会)
- 2007年 優秀ポスター賞（CHEMINAS15）